# Renato Cambursano
Renato Cambursano (Chivasso, 26 luglio 1947) è un politico italiano.

## Biografia
Esponente della Democrazia Cristiana (DC), per cui è stato sindaco di Chivasso dal 1985 al 1990 e consigliere provinciale a Torino dal 1990 al 1995, nel 1994 aderisce al Partito Popolare Italiano e nel 1996 è eletto per la prima volta alla Camera dei deputati.
Nel 1998 si avvicina ad Antonio Di Pietro e aderisce all'Italia dei Valori, che nel 1999 confluirà ne I Democratici di Arturo Parisi. Il sodalizio termina nel 2000, quando Di Pietro, rifiutandosi di sostenere il governo Amato II, abbandona la formazione dell'Asinello e riorganizza il suo movimento: Cambursano, in contrasto con tale scelta, resta ne I Democratici e vota la fiducia al nuovo esecutivo.
Nel 2001 viene eletto al Senato nelle file de La Margherita, di cui è stato tesoriere per un breve periodo. Viene ricandidato al Senato nel 2006 senza però risultare eletto; successivamente torna nell'Italia dei Valori. Nelle liste dell'IdV è rieletto alla Camera nel 2008 e diventa tesoriere del gruppo alla Camera.
Nel 2011 rassegna le dimissioni da deputato in seguito alla decisione di Di Pietro di non votare la manovra finanziaria del governo Monti, ma le dimissioni sono respinte. Cambursano passa quindi al Gruppo misto. Termina il proprio mandato parlamentare nel 2013.